# Rozbieg
Rozbieg – droga, jaką podczas startu statek powietrzny musi pokonać, by nabrać prędkości większej od prędkości przeciągnięcia, a więc wystarczająco dużej aby wytwarzana siła nośna była większa niż ciężar tego statku.
Długość rozbiegu determinuje minimalną długość pasa startowego, z jakiego dany samolot może operować. Na długość rozbiegu mają wpływ takie czynniki jak masa startowa, moc silnika (lub silników), śmigło, profil skrzydła, konfiguracja statku (np. kąt wychylenia klap), położenie silników, gęstość powietrza, rodzaj podłoża oraz prędkość i kierunek wiatru.